# دبیرستان رازی

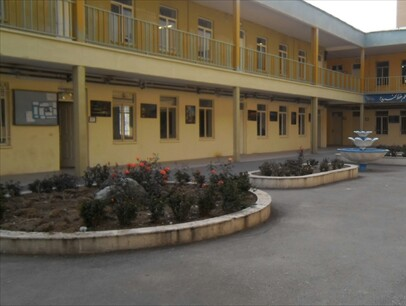
فضای آموزشی فعلی دبیرستان رازی

دبیرستان رازی یکی از دبیرستانهای بزرگ شهر تهران است. دبیرستان رازی در خیابان ولی‌عصر، بالاتر از چهارراه میرداماد واقع شده‌است.
این دبیرستان در آغاز کار خود را با نام دبیرستان فرانسوی-ایرانی رازی (Lycée franco-iranien Razi) آغاز کرد. پس از انقلاب ۱۳۵۷ مدتی نام این دبیرستان به «شهدا» تغییر یافت ولی پس از چند سال نام اصلی آن به زکریای رازی به آن برگردانده شد.
محل این دبیرستان در چند سال اخیر بارها تغییر یافته‌است و در آخرین جابجایی علاوه بر تغییر محل نام آن نیز تغییر یافت. در حال حاضر این دبیرستان واقع در تهران، خیابان ولی عصر بالاتر از چهارراه میرداماد است و بخشی از مدرسه راهنمایی به آن اختصاص یافته‌است و محل دبیرستان هم‌اکنون به اداره آموزش و پرورش منطقه ۳ تهران تبدیل شده‌است. این دبیرستان اکنون نمونه دولتی است.

## دانش‌آموختگان مشهور
- فرح پهلوی[۱]
- لیلی امیرارجمند[۲]
- هما ضرابی
- علیرضا پهلوی (دوم)
- ایرج گنج‌بخش
- پرویز کردوانی
- نصرت‌الله معینیان